# 안좌중학교
안좌중학교(安佐中學校)는 대한민국 전라남도 신안군 안좌면 창마리에 있는 공립 중학교이다.

## 학교 연혁
- 1946년 3월 1일 : 안좌중학원 설립
- 1952년 3월 31일 : 안좌중학교 개교
- 1952년 3월 31일 : 초대 이희갑 교장 취임
- 2011년 3월 1일 : 안좌중학교 팔금분교장 편입
- 2021년 2월 28일 : 안좌중학교 팔금분교장 폐교
- 2024년 9월 1일 : 제36대 최정희 교장 부임
- 2025년 1월 9일 : 제78회 졸업생 9명(총 졸업생 8,169명)
- 2025년 3월 4일 : 2025학년도 신입생 18명 입학

## 참고 자료
- 안좌중학교 - 한국교육학술정보원 학교알리미